# Обросов, Игорь Павлович
И́горь Па́влович Обро́сов (23 мая 1930 года, Москва — 5 августа 2010 года, там же) — советский и российский художник-живописец, педагог. Действительный член Российской академии художеств (1997). Народный художник РСФСР (1983). Лауреат Государственной премии СССР (1989) и Государственной премии Российской Федерации (2000)

## Биография
Родился в семье известного советского врача, директора Института им. Н. В. Склифосовского — П. Н. Обросова (1880—1938), репрессированного в 1937 году.
В 1954 году окончил Московское высшее художественно-промышленное училище (б. Строгановское).
Среди основных работ: «Голубые озера льна» (1966), «Яхромские высоты», «Портрет матери», «Противостояние» (1973—1978), «Встречая и провожая эшелоны» (1979—1980), «Скорбь земли Тверской» (1979—1980), «Красное покрывало» (1993), «А за окном ночь» (1994), «Тишина. Сон» (1995); портреты: В. М. Шукшина (1979), Б. Ахмадулиной, Ф. И. Тютчева (1983), художника В. Попкова, художника П. Никонова (1974), актрисы Н. Белохвостиковой (1988), Б. Васильева, А. Солженицына, А. Вертинского (все — 1998 год); темперная графика: «Патриаршие пруды. Утро» (1997), «Вечерний свет. Патриаршие пруды» (1997).
Серия картин, посвящённая отцу, репрессированному в 1938 г.: «Мальчиш-Кибальчиш» (1963), «Мать и отец. Ожидание 1937 г.» (1986—1988), «Без права переписки» (1986—1988), «Жертва Гулага» (2000-е), «Зомби Гулага» (2000-е).
В 1972—1976 гг. — секретарь правления Союза художников РСФСР.
Народный художник РСФСР (1983). В 1983—1989 гг. — секретарь правления СХ СССР.
В 1992—1997 годах был членом коллегии Министерства культуры и туризма Российской Федерации.
В 1995—1997 гг. — заведующий кафедрой монументально-декоративного искусства в МГХПУ им. С. Г. Строганова. Действительный член PAX (1997). С 1999 года — член Президиума PAX.
В 2008 году прошла персональная выставка «Трагическое прошлое (Жертвы Сталинских репрессий)».
Похоронен в Москве на Донском кладбище.

## Сочинения
- Черное белое: Избранное / Сост. Т. П. Кириллова. — М., 2008

## Награды и премии
- Орден Почёта (2001)[4]
- Народный художник РСФСР (1983)
- Заслуженный художник РСФСР (1976)
- Почётный деятель искусств города Москвы (2010)[5]
- Государственная премия Российской Федерации в области изобразительного искусства (2000) — за цикл живописных произведений «Прощание с деревней»
- Государственная премия СССР 1989 г. за триптих «Посвящение отцу» (1986—1988)
- Гран-при на Международном триеннале живописи в Софии (1982) за триптих «Женщинам Великой Отечественной войны посвящается» (1979—1980)
- Премия международной биеннале графики в Норвегии за серию графических работ «Деревня, в которой я живу» (1974)
- Международная премия в г. Кошице (Чехословакия) за серию живописных пейзажей (1980)
- Золотая медаль им. М. Б. Грекова в 1983 г. за триптих «Защитникам Москвы посвящается» (1983)